# Émile Gaudard
Émile Gaudard (Vevey, 6 december 1856 - aldaar, 20 augustus 1941) was een Zwitsers advocaat, bestuurder en politicus uit het kanton Vaud, eerst voor de liberalen en later voor de Vrijzinnig-Democratische Partij.

## Biografie

### Advocaat
Émile Gaudard studeerde rechten in Lausanne en werd daarna advocaat in zijn geboorteplaats Vevey. In 1911 verliet hij de balie om zich volledig op zijn carrière in de politiek te kunnen richten. 

### Politicus
Op politiek vlak was Gaudard van 1882 tot 1913 lid van de gemeenteraad (wetgevende macht) van Vevey. Tussen 1883 en 1885 zetelde hij vervolgens voor een eerste maal in de Grote Raad van Vaud, het kantonnale parlement. In 1884 werd hij lid van de grondwetgevende vergadering in zijn kanton Vaud. Een jaar later, in 1885, verliet hij de Liberale Partij van Zwitserland, die hij te conservatief vond, en vervoegde hij de Vrijzinnig-Democratische Partij, waarin hij later in het partijbestuur zou zetelen. Tussen 1893 en 1925 was hij voor een tweede maal lid van de Grote Raad van Vaud, waarvan hij in 1896 voorzitter was. Tussen 13 maart 1893 en 2 december 1928 was hij tevens lid van de Nationale Raad. Émile Gaudard was eveneens afgevaardigde bij de Volkenbond.

### Bestuurder
Van 1912 tot 1934 zetelde Émile Gaudard in de raad van bestuur van de Kantonnale Bank van Vaud. Hij was eveneens lid van de raad van bestuur van de Zwitserse Nationale Bank tussen 1906 en zijn overlijden in 1941. Daarnaast zetelde hij in het bestuur van verschillende spoorwegmaatschappijen en financiële ondernemingen.
- Base de données des élites suisses: 55849
- Gemeinsame Normdatei: 1053874707
- Historisch woordenboek van Zwitserland: 004322
- Zwitserse Bondsvergadering: 2120
- Virtual International Authority File: 309642177
- WorldCat: E39PBJyRvbB386cdmkfKDwpkjC